# Татир-Узяцька сільська рада
Тати́р-Узя́цька сільська рада (рос. Татыр-Узякский сельский совет) — муніципальне утворення у складі Хайбуллінського району Башкортостану, Росія. Адміністративний центр — село Татир-Узяк.

## Населення
Населення — 1525 осіб (2019, 2058 в 2010, 2167 в 2002).

## Склад
До складу поселення входять такі населені пункти:
| Населений пункт    | Населення, осіб (2002) | Населення, осіб (2010) |
| ------------------ | ---------------------- | ---------------------- |
| Байгускарово, село | 590                    | 544                    |
| Переволочан, село  | 109                    | 67                     |
| Татир-Узяк, село   | 1131                   | 1146                   |
| Яковлевка, село    | 337                    | 301                    |